# Qatar Masters Open
Das Qatar Masters Open ist ein offenes Schachturnier, das in Doha nach Schweizer System in 9 Runden ausgetragen wird. Nach den ersten beiden Austragungen Ende 2014 und 2015 kehrte das Turnier 2023 zurück und soll nun jährlich stattfinden. Seit 2023 gibt es zudem eine abgetrennte Sektion für Spieler mit einer Elo-Zahl unter 2300.

## Übersicht
| Jahr | Zeitraum                          | Sieger              | Teilnehmer | Teilnehmer |
| Jahr | Zeitraum                          | Sieger              | A-Open     | B-Open     |
| ---- | --------------------------------- | ------------------- | ---------- | ---------- |
| 2014 | 26. November bis 4. Dezember 2014 | Yu Yangyi           | 154        | 154        |
| 2015 | 20. bis 29. Dezember 2015         | Magnus Carlsen      | 132        | 132        |
| 2023 | 11. bis 20. November 2023         | Nodirbek Yoqubboyev | 158        | 92         |
| 2024 | 3. bis 12. Dezember 2024          | Andrei Jessipenko   | 138        | 140        |

## 2014
Die erste Austragung fand vom 26. November bis zum 4. Dezember 2014 statt. Der Chinese Yu Yangyi gewann mit 7½ Punkten bereits ohne Tie-Break, nachdem er in den letzten beiden Runden die beiden Spitzenspieler Anish Giri und Wladimir Kramnik bezwang. Bester deutscher Teilnehmer wurde Artur Jussupow mit 5/9 Punkten auf dem 61. Platz.
| # | Teilnehmer       | Elo-Zahl | Punkte | TB   |
| - | ---------------- | -------- | ------ | ---- |
| 1 | Yu Yangyi        | 2705     | 7,5    | –    |
| 2 | Anish Giri       | 2776     | 7,0    | 2870 |
| 3 | Wladimir Kramnik | 2760     | 7,0    | 2829 |
| 4 | Sanan Sjugirow   | 2673     | 6,5    | 2774 |
| 5 | Vasif Durarbəyli | 2621     | 6,5    | 2734 |

## 2015
Bei der zweiten Austragung vom 20. bis 29. Dezember 2015 nahm auch erstmals der amtierende Weltmeister Magnus Carlsen teil. Mit 7 aus 9 Punkten, darunter Remispartien gegen Giri und Kramnik, lag er punktgleich mit dem Vorjahressieger Yu Yangyi an der Spitze. Beide trafen nicht direkt aufeinander und nach Anwendung der Feinwertung wurde Carlsen zum Sieger bestimmt. Bester Deutscher wurde Matthias Blübaum mit 5/9 Punkten auf dem 42. Platz.
| # | Teilnehmer       | Elo-Zahl | Punkte | TB   |
| - | ---------------- | -------- | ------ | ---- |
| 1 | Magnus Carlsen   | 2834     | 7,0    | 2887 |
| 2 | Yu Yangyi        | 2736     | 7,0    | 2863 |
| 3 | Wladimir Kramnik | 2796     | 6,5    | 2833 |
| 4 | Sergei Karjakin  | 2766     | 6,5    | 2793 |
| 5 | Sanan Sjugirow   | 2646     | 6,5    | 2791 |

## 2023
Nach sieben Jahren ohne Austragung eines Turniers kehrte man vom 11. bis 20. November 2023 mit der dritten Austragung in den Turnierkalender zurück. Der Inder Erigaisi Arjun lag nach 8 Runden vorne, unterlag aber dem 19-jährigen Usbeken Nodirbek Abdusattorov in der letzten Runde. Mit ihm punktgleich schnitt sein Landsmann Nodirbek Yoqubboyev ab. Statt einer Feinwertung wie in den vorherigen Turnieren wurden nun aber zusätzliche Partien als Tie-Break gespielt, in denen Yoqubboyev siegreich war. Als bester Deutscher schnitt Robert Baskin auf dem 45. Platz mit 5/9 Punkten ab.
| # | Teilnehmer            | Elo-Zahl | Punkte | TB   |
| - | --------------------- | -------- | ------ | ---- |
| 1 | Nodirbek Yoqubboyev   | 2616     | 7,0    | –    |
| 2 | Nodirbek Abdusattorov | 2716     | 7,0    | –    |
| 3 | S. L. Narayanan       | 2651     | 6,5    | 2792 |
| 4 | Javohir Sindarov      | 2658     | 6,5    | 2766 |
| 5 | Hikaru Nakamura       | 2780     | 6,5    | 2748 |

## 2024
Vom 3. bis 12. Dezember 2024, und damit gleichzeitig zur Schachweltmeisterschaft 2024, wurde in Doha die vierte Austragung des Turniers vollzogen. Das Turnier stand in diesem Jahr auch deshalb unter besonderem Fokus, da der Inder Erigaisi Arjun mit einem Sieg des Turniers die Führung im FIDE Circuit 2024 hätte übernehmen können und somit gute Chancen auf eine frühe Qualifikation für das nächste Kandidatenturnier gehabt hätte. Mit 7 Punkten belegte er am Ende allerdings nur den zweiten Platz, nachdem er in der letzten Runde nicht über ein Remis gegen den Erstplatzierten Andrei Jessipenko hinauskam.
| # | Teilnehmer            | Elo-Zahl | Punkte | TB   |
| - | --------------------- | -------- | ------ | ---- |
| 1 | Andrei Jessipenko     | 2682     | 7,5    | –    |
| 2 | Erigaisi Arjun        | 2801     | 7,0    | 2787 |
| 3 | Nodirbek Abdusattorov | 2777     | 7,0    | 2695 |
| 4 | Schant Sargsjan       | 2646     | 6,5    | 2758 |
| 5 | Karthikeyan Murali    | 2637     | 6,5    | 2738 |